# بنو أسيد

بنو أسيِّد قبيلة عربية من قبائل تميم تشتهر بالحكمة والفروسية فقد قال فيهم المهلب بن أبي صفرة انهم يقاتلون كالجن وقد برز منها عدة حكماء وسادات وقضاة.

## النسب
- أسيد بن عمرو بن تميم.[1]

أقرب القبائل نسبا لهم بني العنبر وبني عمرو وبقية قبائل تميم.

## بعض شخصيات القبيلة
- ذو الأعواد الذي قرعت له العصا، «غويّ بن سلامة الأسيدي»، أو هو «ربيعة بن مخاشن الأسيدي»، أو هو «سلامة بن غوي» على اختلاف في ذلك. قيل: كان له خراج على مضر يؤدونه إليه كل عام، فشاخ حتى كان يحمل على سرير يطاف به في مياه العرب فيجبيها. وفي اللسان: قيل: هو رجل أسن، فكان يحمل على محفة من عود، وهو جد أكثم بن صيفي المختلف في صحبته. وكان أعز أهل زمانه، فاتخذت له قبة على سرير، ولم يكن يأتي سريره خائف إلّا أمن، ولا ذليل إلا عزّ ولا جائع إلا شبع. أورده الأعور بن بشامة النهشلي الدرامي التميمي في شعره فقال: ولقد علمتُ سِوى الذي نبأتِني... أنَّ السبيلَ سبيلُ ذي الأعوادِ. والمعنى لو لو أغفل الموت أحدًا لأغفل ذا الأعواد.
- حكيم العرب أكثم بن صيفي الأسيدي العمروي التميمي.
- أبو هالة بن زرارة الأسيدي العمروي التميمي وهو زوج أم المؤمنين خديجة بنت خويلد قبل خاتم الأنبياء محمد.
- هند بن أبي هالة الأسيدي العمروي التميمي وهو ابن أم المؤمنين خديجة رضي الله عنها وهو صحابي وربيب قبل رسول الله محمد.
- حنظلة بن الربيع الأسيدي العمروي التميمي صحابي جليل ومن كتبة الوحي ويسمى بحنظلة الكاتب.
- القعقاع بن عمرو الأسيدي العمروي التميمي بطل القادسية وقاتل رستم قائد الفرس يوم القادسية.
- عاصم بن عمرو الأسيدي العمروي التميمي شقيق القعقاع وبطل من أبطال وفرسان المسلمين وفاتح سجستان.
- ربعي بن عامر الأسيدي العمروي التميمي صحابي جليل ومن قادة وأبطال المسلمين.[2]